# Тадеуш Швьонтек
Тадеуш Швьонтек (пол. Tadeusz Świątek, нар. 8 листопада 1961, Свідниця) — польський футболіст, півзахисник.

## Клубна кар'єра
Мав вісім років, коли в 1969 році переїхав з батьками в Плоцьк, де його батько отримав роботу в нафтохімічному заводі Петрохемія. Він почав грати у віці 13 років під керівництвом Щепана Тарговського, представляв Плоцьке воєводство у складі збірної в Кубку "Міхаловіча".
У 1980 році дебютував у клубі «Вісла» (Плоцьк). Літом 1982 був запрошений до «Відзева» (Лодзь), що виступав у польській найвищій лізі, в якому провів сім сезонів.
1989 року вирушив до Південної Кореї, де провів 2,5 роки в складі «Юкон Елефантс». На початку 1992 повернувся до батьківщини, де грав у другому за рівнем дивізіоні країни в «Полонії» (Варшава) і «Гутнику» (Варшава).

## Виступи за збірну
7 жовтня 1986 провів 45 хвилин у формі національної збірної Польщі в товариській грі проти збірної КНДР, і це був його єдиний виступ у збірній.

## Тренерська кар'єра
З 2009 до 30 липня 2010 року працював у «Віслі» з Плоцька спортивним директором клубу.

## Досягнення
«Відзев»
- Віце-чемпіон Польщі (2): 1982/1983, 1983/1984
- Володар Кубка Польщі (1): 1984/1985

«Юкон Елефантс»
- Чемпіон Південної Кореї (1): 1989